# 卡里亚

卡里亚所在的位置

卡里亚安纳托利亚历史上的一个地区，在今土耳其境内。
卡里亚位于伊奥尼亚以南，弗里吉亚和吕基亚以西。希腊人把当地的原住民称为“卡里亚人”。远在希腊人到达之前，与“卡里亚”这个名字相当的地名可能就已经出现在许多中东古国的记载中了，如赫梯人所说的“卡尔基亚”，巴比伦人所说的“卡尔萨”和波斯人所说的“库尔卡”。另一些文献则称，该地区原来被叫作“腓尼基亚”，因为当地在很早的时候曾有一个腓尼基人的殖民地。至于“卡里亚”这个名字的由来，据说与神话传说中的腓尼基国王卡耳有关。荷马在《伊利亚特》中写到，在特洛伊战争时米利都城属于卡里亚人，并且是特洛伊一方的盟友。
在赫梯帝国崩溃后，卡里亚是安纳托利亚地区众多的独立小国之一。阿契美尼德王朝的崛起使卡里亚被并入波斯帝国，并成为帝国的一个省（约在前545年）。该地区最主要的城市是哈利卡尔纳苏斯，为总督的驻节地。其他的大城市包括赫拉克利亚，迈安德河畔安条克，密都斯，劳迪基亚，阿林达和阿拉班达。
卡里亚省的首府哈利卡尔纳苏斯是世界七大奇迹之一的摩索拉斯王陵墓的所在地。摩索拉斯是波斯帝国驻卡里亚的总督，该陵墓係由其妻子阿耳忒弥西亚所建。
前334年，亚历山大大帝征服了卡里亚。亚历山大死后，该地区先后属于利西马古、塞琉古帝国和罗马。罗马帝国后期，卡里亚成为一个独立的行省。